# Orbán György (fizikus)
Orbán György (Budapest, 1903. december 24. – Budapest, 1977. november 23.) magyar röntgenfizikus, egyetemi tanár, a fizikai tudományok kandidátusa (1952).
| Orbán György                              | Orbán György                              |
| Kattints az alábbi külső linkek egyikére! | Kattints az alábbi külső linkek egyikére! |
| ----------------------------------------- | ----------------------------------------- |
| Nem található szabad kép.(?)              |                                           |
| külső link · jogvédett                    | Orbán György arcképe                      |

## Életpályája
Szülei Orbán Dénes és Louis Adél voltak. 1925-ben a budapesti Pázmány Péter Tudományegyetemen matematika-fizika szakos középiskolai tanári oklevelet szerzett. 1925–1939 között az Erzsébet Tudományegyetem Orvostudományi Karának Orvosi Fizikai Intézetében dolgozott; 1937–1938 között igazgatója volt. 1929-ben bölcsészdoktori oklevelet szerzett Pécsen. 1929–1931 között tanulmányúton tartózkodott. 1934-ben a röntgenfizika magántanárává habitálták. 1941–1943 között Debrecenben a Középiskolai Tanárképző Intézet tanára, 1942-ben egyetemi rendkívüli tanár volt. Az Orvosi Fizikai Intézet fizetéstelen adjunktusa volt. 1943-tól az Országos Társadalombiztosítási Intézet (OTI) röntgenfizikusa volt. 1950-től az általa szervezett Országos Sugárfizikai Laboratórium vezetője volt. 1952-ben a fizikai tudományok kandidátusa lett. 1956-tól a Magyar Tudományos Akadémia Atommagkutató Intézetének osztályvezetője lett. 1956–1957 között a Kossuth Lajos Tudományegyetem Alkalmazott Fizikai Tanszékének tanszékvezető docense, 1957–1968 között egyetemi tanára volt. 1968-ban nyugdíjba vonult.

### Munkássága
Tanulmányúton járt Bécsben, Heidelbergben és Berlinben. Bécsben fontos eredményeket ért el a Wilson-kamrával való méréseivel. A 87Rb általa meghatározott felezési ideje jelenleg is a legpontosabb értékek közé tartozik. Röntgenfizikai és ultraibolya sugárzással kapcsolatos szabadalmai voltak; részt vett sugárvédelmi szabványok és rendszabályok kidolgozásában, eredményeket ért el az I–131 diagnosztika kidolgozásában és bevezetésében. Cikkeit a Természettudományi Közlöny, a Matematikai és Természettudományi Értesítő és a Magyar Radiologia közölte.
Sírja a Farkasréti temetőben található.

## Művei
- Olajok fotoaktivitása (Mathematikai és Phsysikai Lapok, 1927)
- Váltakozó áramok elektromos ingerhatásairól (Pécs, 1929)
- Untersuchungen über die Radioaktivität der Alkalimetalle mit der Nebelstrahlmethode. Sitzungsberichte der Akademie der Wissenschaften in Wien (1931)
- A neutron sugarak (Természettudományi Közlöny, 1933)
- A nehéz víz koncentrációja az emberi szervezetben (OH, 1935)
- Über das Verhalten des Brechungsindex der Röntgenstrahlen. Zeitschrift für Physik (1935/7-8. 474-485)
- Küzdelem a zaj ellen (Pécs, 1942)
- Fizika (főiskolai jegyzet, Budapest, 1951)
- Röntgensugárzás (Budapest, 1954)